# Erik Persson (handbollsspelare)
Erik Persson, född 9 maj 1998, är en svensk handbollsspelare som spelar för tyska Frisch Auf Göppingen. Han är vänsterhänt och spelar som högernia.

## Karriär
Persson har Irsta HF som moderklubb. Han spelade mellan 2015 och 2023 för Eskilstuna Guif i Handbollsligan. Från sommaren 2023 har han kontrakt med tyska Bundesliga-klubben Frisch Auf Göppingen.
Han deltog i U18-EM 2016 där Sverige kom på nionde plats.